# Чебаркуль (Салаватський район)
Чебарку́ль (рос. Чебаркуль, башк. Сыбаркүл) — присілок у складі Салаватського району Башкортостану, Росія. Входить до складу Лагеревської сільської ради.
Населення — 214 осіб (2010; 225 в 2002).
Національний склад:
- башкири — 94 %